# Stilisztika
A Wikipédia vonatkozásában lásd a Stilisztikai útmutató című lapot!
A stilisztika a nyelvtudomány egyik ága. A szóbeli és írásbeli kifejezésmód eszközeit, ismérveit és törvényszerűségeit vizsgáló tudomány. A nyelv- és az irodalomtudomány köztes területén elhelyezkedő tudományág, amely a nyelvi kifejezőeszközök, kifejezésmódok több kommunikációs tényezőtől meghatározott sajátosságainak tanulmányozásával foglalkozik. Három fő területe:
- A nyelvi stilisztika (egy bizonyos nyelvet vizsgál)
- A leíró stilisztika (a nyelv kifejezőerejét, ennek érzelmi, hangulati összetevőit vizsgálja)
- Az irodalmi stilisztika (egyes írók, művek, műfajok, korok stb. vizsgálata)

## A stílus fogalma
A stílus fogalma: kifejezési eljárások összessége, mindig választás és elrendezés eredménye. A jó stílus jellemzői: világos, tömör, erőteljes.
A stílus görög eredetű szó, jelentése: toll, jelentéstapadással kifejezésmód. A nyelvi stílus nyelvi kifejezésmódot jelent.

## Stílushibák
1. Igénytelenség: felületes mondatszerkesztés, pongyolaság
2. Stílustörés: különféle stílusárnyalatok, hangnemek keveredése (Pl. A márciusi ifjak végigslattyogtak a városon.)
3. Stílustévesztés: beszédhelyzethez, műfajhoz nem illő hangnem (Pl. Évnyitón: „Srácok, ezt az évet klasszul végig kell tolnotok.”)
4. Kifejezésbeli, szóhasználati hibák: túl sok idegen szó használata, közhelyek, képzavar, szleng

## A stílusérték
A stílusérték sajátos jelentéstöbblet. Alapja: denotáció (szó elsődleges jelentése) és konnotáció (másodlagos, vagy járulékos jelentés)
Fajtái:
- alkalmi
- állandósult

## A stílusárnyalat
A stílusárnyalat: a stílusnak az a sajátossága, amelyben megnyilatkozik a beszélő lelkiállapota, valamint a témához és a hallgatóhoz való viszonya. Fajtái: patetikus, ironikus, gúnyos, humoros, családias.

## Stílusminősítés
Stílusminősítés: állandósult stílusérték
- A stílusárnyalatok és a stílusminősítések kapcsolata
- A stílusminősítések fajtái pl. hivatalos, tréfás, bizalmas, pejoratív, argó stb. (személy – hivatalos, egyén – rosszalló, emberfia – régi irodalmi, ürge – argó, pára - népies, muki – tréfás, teremtés – bizalmas, halandó – választékos)

## Az esztétikai minősítések
Fogalma: az esztétikai tárgy hatására a befogadóban kialakuló ízlésítélet.
Négy fő fajtája: patetikus (lelkesedés), objektív (semlegesség), negatív (túlzás, torzítás), kevert (humor, gúny, irónia, szarkazmus vagy malícia)
Fajtái:
- Egynemű
  - Egynemű pozitív
    - Szépség – zavartalan gyönyörködés
    - Fenségesség – hódolat
    - Magasztosság – csodálat
    - Tetszetősség – enyhe lenézéssel való gyönyörködés

  - Egynemű negatív
    - Rútság – viszolygás
    - Rettenetesség – iszony
    - Alantasság – undor
    - Közönségesség - önvád
- Kevert
  - Kevert komoly
    - Tragikum – katarzis
    - Elégikusság – kontempláció

  - Kevert komolytalan
    - Komikum – lelepleződés
    - Groteszk – vonzódásból viszolygás
    - Abszurd – vonzódásból iszony
    - Bizarr – iszonyból viszolygás

## Stíluseszközök
Két fő fajtájuk: nyelvi és nem nyelvi
- Nyelvi stíluseszközök
  - frazeológia
  - szóképek
  - alakzatok
  - grammatikai elemek
  - expresszivitás
  - evokáció
- Nem nyelvi stíluseszközök
  - nem verbális kommunikáció
  - zeneiség
  - a szöveg képe
  - szövegformálás

### Frazeológia
Szókészlet: archaizmus, neologizmus, idegen szavak, hangalak és jelentés viszonya
Szólások, közmondások

### A szóképek (trópusok)
- Hasonlat és metafora
- Megszemélyesítés
- Szinesztézia
- Szimbólum: galamb, láng
- Allegória: egész gondolaton átfutó metafora, v megszemélyesítés
- Metonímia: érintkezésen alapul; ok-okozati (szeméből a bánat eredt), térbeni érintkezés (3-as asztal fizet), időbeli érintkezés (aratáshoz jövök)
- Szinekdoché: szám és személybeli (egyes számban kezd, többesben fejez be), faj-, nembeli (madár énekel)

### Az alakzatok
- Ismétlés
- Ellentét (oximoron és paradoxon)
- Halmozás
- Fokozás
- Felcserélés
- Kihagyás, elhallgatás

### Grammatikai elemek
- Szófajok
- Ragozás
- Mondatformák
- Modalitás

### Expresszivitás és evokáció
- Az expresszivitás (kifejező erő) fajtái: erősítés: nagyítás, túlzás, gyengítés: kicsinyítés, szépítés (eufémia)
- Az evokáció (felidéző erő) fajtái: reminiszcencia, allúzió

### Zeneiség
- Hangszimbolika
- Magánhangzók és mássalhangzók aránya, minősége
- Hangutánzó, hangulatfestő szavak
- Ritmus és rím
- Paranyelvi elemek; hangsúly, hanglejtés

### A szöveg képe
A szöveg képe és a szövegformálás: kiemelés, illusztrációk, központozás, tagolás

## Stílusrétegek
Fogalma: a kommunikációs színtereknek és helyzeteknek megfelelő speciális kifejezésmódok
Fajtái:
- Írott nyelvi stílusok:

1. Tudományos stílus
2. Publicisztikai stílus
3. Hivatalos stílus
4. Szépirodalmi vagy művészi stílus
5. Levélstílus

- Beszélt nyelvi stílusok:

1. Társalgási stílus
2. Szónoki stílus
3. Előadói stílus

Meghatározó elemeik: szókészlet, mondatszerkesztés, szövegszerkesztés, nem verbális eszközök, műfajok

### A publicisztikai stílus jellemzői
- választékos szókészlet
- neologizmus, divatszók
- nyelvi panelek (sablonok)
- egyéni nyelvi lelemény
- kiemelés és illusztráció fontos
- ötvözi a stílusrétegeket

### A hivatalos stílus jellemzői
- szakkifejezések
- terjengősség
- tárgyilagosság
- kötött forma
- kötött stílus

Hivatalos stílus: általában használt kisebb ügyiratok; nyugta, elismervény, kötelezvény. Belső ügyvitel iratai: feljegyzés (osztályközi levelezés), emlékeztető (tárgyjelentés, úti jelentés)
Egyéb szubjektív műfajok: üzleti levél, önéletrajz, kísérőlevél (konkrét személynek), motivációs levél.

## A sajtóműfajok
Tartalom és forma dialektikus viszonya. A befogadó nem tudja pontosan definiálni, megkülönböztetni, de vannak elvárásai adott műfajjal szemben
Két fő csoport: tájékoztató műfajok, véleményközlő műfajok

### Tájékoztató műfajok
- Objektivitást követel (hivatalos árnyalat): hír, tudósítás, közlemény
- Szubjektivitást enged (hivatalos mellett lehet bizalmas, humoros vagy ironikus): riport, interjú, recenzió

A recenzióról: informál, tartalmaz alapvető bibliográfiai adatokat (szerző, cím, kiadás helye, éve, kiadó cég, oldalszám, kötet ár), rövid, tömör

### Véleményközlő műfajok
Alapvetően szubjektív műfajok. Témától függően a patetikus árnyalattól a gúnyosig mindent megenged.

### Visszafogottabb műfajok
Rokonságban vannak a tájékoztató műfajokkal: hírfej, kommentár, jegyzet. A humor válfajai: kroki, glossza, karcolat

### Hangvételüket tekintve sokoldalú műfajok
Vezércikk, kritika, esszé, nyílt levél, olvasói levél, útirajz.

## A kritika
A recenzióval ellentétben elemez, értékel, eligazít. A szerkesztő és a kritikus értékítélete is szerepel benne. Hangvételét tekintve lehet magasztaló, humoros, ironikus, sőt gúnyos is. Fontos, hogy etikus maradjon!
A jó kritika, kritikus – etikus és szórakoztató. Nem pusztán véleményez, hanem érvel is. Közérthető, nem személyeskedő, olvasmányos, szellemi élményt nyújt.

## A nyílt levél
Írója közéleti személy. Címzettje szintén közéleti személy, csoport vagy szervezet. Megszólítottja azonban nemcsak a címzett, Émile Zola, Dreyfus-per, „Vádolok!" („J’accuse!")

## Az olvasói levél
Szerzőjét nem kötelezi az újságírói etika. A szerkesztőt viszont minősítheti, milyen leveleket közöl, illetve hogyan reagál rájuk. Visszajelzés, mely adott lap hatását, sikerét jelzi. Más olvasókkal való kapcsolat eszköze is.